# Oranjekanal

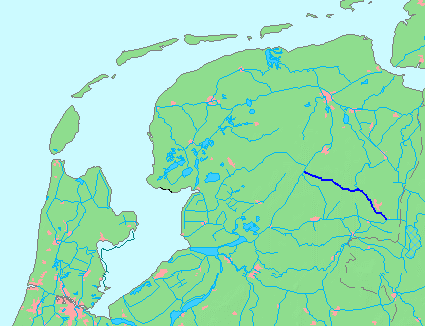
Verlauf des Oranjekanals

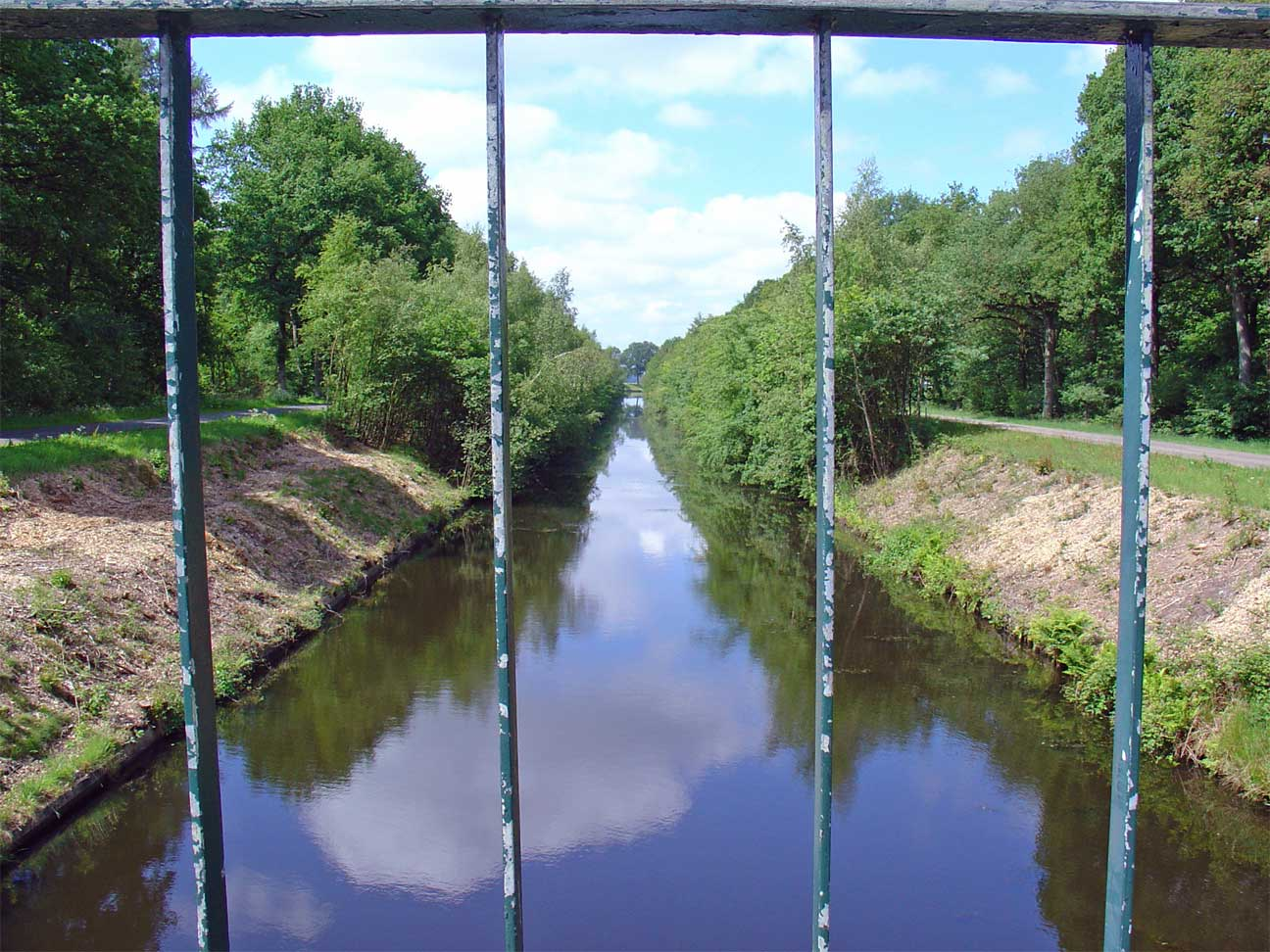
Oranjekanal bei Schoonoord

Der Oranjekanal (niederländisch Oranjekanaal) ist ein Kanal in der niederländischen Provinz Drenthe. Er verläuft von der Drentsche Hoofdvaart bei Hoogersmilde bis zum Van Echterenkanal bei Klazienaveen. Der Oranjekanal hat eine Länge von 48 km. Der Kanal wurde zwischen 1853 und 1861 zur Erschließung der Moorgebiete westlich Odoorns und der Bargervenen östlich Emmens gebaut. Der Kanal verläuft entlang der Ortschaften Oranje, Hijken, Orvelte, Wezuperbrug, Schoonoord, 't Haantje, Westenesch und Emmen.
Der Höhenunterschied zwischen den beiden Endpunkten des Oranjekanals beträgt sieben Meter. Dieser Höhenunterschied wurde mit Hilfe von vier Schleusen bewältigt. Drei dieser Schleusen bestehen heute noch:
- Schleuse 1 (Oranjeschleuse) bei Hoogersmilde
- Schleuse 2 bei Zwiggelte
- Schleuse 3 bei Orvelte

(Schleuse 4) bei Westenesch ist verfallen
Der Oranjekanal hat zwei Seitenarme, den Borgerzijtak und den Odoornerzijtak. Diese wurden angelegt, um eine Verbindung mit dem Buinen-Schoonoord-Kanal beziehungsweise dem Weerdingerkanal zu ermöglichen. Die Seitenarme wurden jedoch nie bewässert und dem Verkehr übergeben, da befürchtet wurde, dass der Kanal sich in das Gebiet östlich des Hondsrugs entleeren würde. Um dies zu verhindern, hätten viel zu teure Schleusen gebaut werden müssen.
Der Schiffsverkehr auf dem Oranjekanal blieb immer hinter den Erwartungen zurück. Nach dem Zweiten Weltkrieg ging der Kanal in den Besitz des niederländischen Staats über, von dem er kurze Zeit später der Provinz Drente überantwortet wurde.
Seit 1976 gibt es keinen kommerziellen Schiffsverkehr mehr auf dem Oranjekanal.